# Francesco Salviati (Erzbischof)

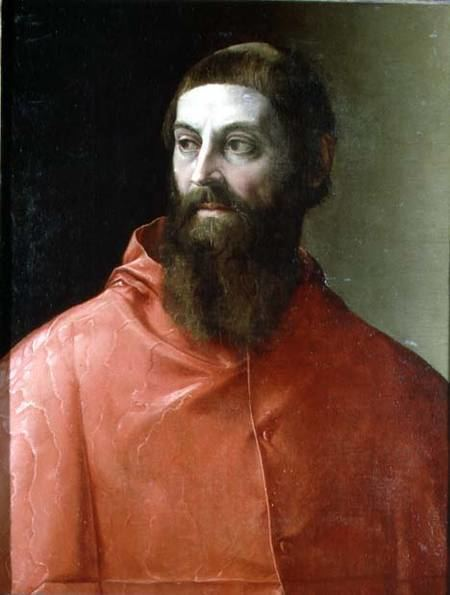
Erzbischof Francesco Salviati Riario in der Chorkleidung des Primas von Sardinien und Korsika

Francesco Salviati Riario (* 1443 in Florenz; † 26. April 1478 ebenda) aus dem Florentiner Adelsgeschlecht Salviati war Erzbischof von Pisa und einer der Pazzi-Verschwörer im Jahre 1478.

## Leben
Er war der vierte Sohn von Bernardo Salviati und dessen Ehefrau Elisabetta Borromei. Francesco Salviati war befreundet mit Kardinal Giannantonio Campano, der ihn förderte.
Seit 1474 Erzbischof von Pisa, war er überzeugt, er würde der nächste Erzbischof von Florenz werden, doch die Familie der Medici und hier besonders Lorenzo de’ Medici wollten dies verhindern. Es war Francesco, der die Truppen der Pazzi-Verschwörung nach Florenz führte. Salviati und Francesco de’ Pazzi stellten den Plan zur Ermordung Lorenzos und Giulianos auf. Raffaele Riario, welcher später womöglich fälschlicherweise mitangeklagt wurde, blieb in Rom. Sein Onkel Girolamo Riario dagegen war beteiligt, konnte aber vor der wütenden Menge fliehen, denn die Florentiner standen in der Vendetta gegen die Putschisten, und so wurden bald alle Angehörigen der Familie Pazzi, Erzbischof Salviati u. a. an den Fenstern des Palazzo della Signoria aufgehängt. Dies führte dazu, dass Papst Sixtus IV. Lorenzo de’ Medici exkommunizierte und den Interdikt über die Stadt Florenz verhängte, diese Strafmaßnahmen wurden erst zwei Jahre später aufgehoben.
Francesco Salviatis Beteiligung an der Verschwörung war der Grund einer damnatio memoriae innerhalb seiner Familie, die später enge Beziehungen zu den Medici einging.